# جيمس سيمونز
جيمس سيمونز (بالإنجليزية: James Simmons)‏ هو كاتب أغاني وشاعر بريطاني، ولد في 1933، وتوفي في 2001.